# Odontopera yangtsea
Odontopera yangtsea là một loài bướm đêm trong họ Geometridae.